# Les Hommes-machines contre Gandahar
Les Hommes-machines contre Gandahar – francuska powieść science-fiction z 1969, którą napisał Jean-Pierre Andrevon. To jego debiut oraz pierwsza powieść, której akcja toczy się we wszechświecie zwanym Gandahar. Została zekranizowana w 1987. Powieść odwołuje się do baśni i powieści rycerskiej, jednak mimo tego nie jest uznawana za fantasy.